# De ongeschreven wet
De ongeschreven wet is een fantasyboek van de Amerikaanse schrijver Terry Goodkind. Het is het elfde deel uit de reeks De wetten van de magie, en het laatste deel van de afsluitende trilogie van deze reeks. Deze trilogie wordt ook wel de Ketenvuur-trilogie genoemd.  

## Samenvatting van het boek
Richard is nog steeds gevangengenomen door kapitein Karg van de Imperiale Orde en is de spits in het Ja’La-team van de divisie. Op een nacht krijgt Richard bezoek van een gemaskerde figuur die hem komt vertellen dat hij nu een van de spelers is voor de kisten van Orden. Zowel Richard als Ulicia wordt verteld dat de tijd om de kisten te openen gereset is tot een jaar nadat Nicci Richards naam noemde als speler (de eerste dag van de winter). Zes breekt in de Tovenaarsburcht en steelt de derde kist van Orden van Nicci en Zedd. Zedd ontdekt dat de magie van de Tovenaarburcht aan het verzwakken is, als gevolg van de akkoorden, en daarom moet de burcht worden ontruimd.
Rond het Volkspaleis worden catacomben blootgelegd door Jagangs troepen. Zij waren daar aan het graven waren om een helling te maken, zodat ze het volkspaleis kunnen bestormen. Drie Zusters van het Duister dringen daarop binnen in de lagere verdiepingen van het paleis. Door hun kracht te bundelen, kunnen ze Ann vermoorden en Nicci gevangennemen. De ingang van de catacomben wordt daarop verder uitgegraven, zodat er een leger plaats in kan nemen om het Paleis van onderuit te bestormen, zonder dat de D’Haranen het weten.
Voor het Ja’La-spel verft Richard zijn gezicht en het gezicht van zijn medespelers vol met symbolen. Zo kan hij onherkenbaar blijven voor Jagang, die net als iedereen naar de wedstrijd komt kijken. Zijn team speelt uiteindelijk tegen het team van de Jagang. Jagang verklaart uiteindelijk dat zijn team wint, terwijl Richards team oorspronkelijk gewonnen had. Deze oneerlijke beslissing leidt tot rellen in het kamp. Hierdoor kunnen Richard en Nicci ontsnappen en wordt Kahlan ‘gered’ door Samuel. Richard en Nicci gaan terug door de catacomben naar het Paleis. Het leger dat al in de catacomben zit, wordt overrompeld. Terwijl Nicci en Richard hen aanvallen langs de ene kant, komen Nathan en Cara aan de andere kant. Deze waren immers ongerust geworden door de verdwijning van Ann en Nicci en daarom een onderzoek gestart.
In haar grot in Tamarang, tekent Violet een bezwering die Rachel zou aantrekken. Ze schept zo een soort monster om haar op te jagen. Terwijl Rachel onderweg uitrust, krijgt ze bezoek van de geest van haar moeder die haar een stuk krijt geeft. Dit stukje krijt gebruikt ze, in de grot, op het allerlaatste om de bezwering af te weren die haar moet doden. De bezwering, die al geactiveerd was, doodt daarom Violet. Rachel verandert zo de bezwering waardoor ze ervoor zorgt dat Richard weer voeling krijgt met zijn gave. Zedd wordt gevangengenomen door Zes, die in dienst staat van Jagang en hem helpt de D’Haraanse troepen af te weren. Nicci vertelt Richard dat hij tegenover Kahlan niets mag vertellen over hun liefde, anders zal de Ketenvuur bezwering ervoor zorgen dat hun liefde voor elkaar niet meer hersteld wordt, wanneer de anderen hun herinneringen terugkomen van voordat de ketenvuur bezwering begonnen was.
Richard gaat dan naar de onderwereld met de hulp van Denna en herstelt ieders herinneringen. Terwijl hij in de onderwereld is, komt hij het beest nog een keer tegen en vernietigt het daarop met Additieve Magie. Hij kan daarna vanuit de onderwereld via het moddervolk terugkeren naar de wereld van de levenden. Op het Volkspaleis gaat Nathan, die denkt dat Richard dood is, in op de voorwaarden van Jagang (het uitleveren van Nicci en toegang tot de Tuin des Levens om de kisten van Orden te openen.
Kahlan wordt aangevallen door Samuel, maar raakt daarbij het Zwaard van de Waarheid aan en beseft dat ze een belijdster is. Ze raakt met haar kracht Samuel aan, die haar vertelt dat hij een volgeling van Zes is en dat Richard en Kahlan ooit getrouwd waren. Richard komt op zijn weg naar Tamarang Kahlan tegen. Zes heeft Chase en Zedd opgesloten en wordt gedood door Shota zodat Richard, Kahlan en Zedd terug kunnen vliegen naar het volkspaleis op de rug van een rode draak.
Op het paleis helpt Richard Jillian om Jagang, via nachtmerries, bezeten te maken om Nicci te vinden. Richard geeft zich over op het moment dat Jagang en de Zusters van de Duisternis de Tuin des Levens binnengaan. Jagang kan niet wachten en gaat direct naar Nicci, die een Rada’Han rond zijn doet en hem uiteindelijk vermoordt.
In de Tuin des Levens vervolledigen de Zusters van de Duisternis de bezweringen om te zoeken welke kist van Orden de juiste is om de wereld te overheersen. Het blijkt dat het boek van getelde schaduwen een valse sleutel is om de macht van Orden te ontketenen. De zusters openen daardoor de verkeerde doos en worden naar de Onderwereld gezogen.
De echte sleutel voor de magie van Orden is het Zwaard van de Waarheid. Richard houdt zijn zwaard tegen elke kist. Bij een van de kisten wordt het zwaard wit. Richard opent de kist en gebruikt de magie van Orden om een andere wereld, zonder magie, te creëren voor hen die in de leerstellingen van de Imperiale Orde geloven. Hij gebruikt de macht van Orden ook om de schade van de Akkoorden te herstellen. Richards halfzuster Jennsen en haar volk (Zuilen der Schepping) vragen Richard om hen  ook naar die andere wereld te sturen. Aangezien magie hen niet kan deren, horen zij ook niet thuis in een wereld met magie. Zij zouden ervoor kunnen zorgen dat de magie op termijn kan verdwijnen in de toekomst. Richard begrijpt de redenering, gaat ermee akkoord en stuurt haar volk naar de nieuwe wereld, samen met Tom, de vriend van Jennsen. Als de doorgang naar de nieuwe wereld gesloten wordt, vreest Richard dat Kahlan al te veel voorkennis had om haar herinneringen, maar vooral haar gevoelens terug te kunnen geven. Kahlan vertelt Richard dan dat ze terug verliefd was geworden op hem, waardoor ze toch nog samen kunnen zijn.
In de andere wereld blijft Jennsen Richard en waar hij voor stond herinneren, terwijl alle anderen rond hen langzaam beginnen te vergeten. Tot Toms vreugde blijkt Jennsen zwanger te zijn.
Het verhaal eindigt met de bruiloft tussen Cara en generaal Meiffert. Na het huwelijk voltrokken te hebben, verklaart Richard dat er geen devoties meer moeten worden uitgesproken. De wereld leeft in Vrede.